# Milena Usenik
Milena Usenik (Veliki Vrh, 9 settembre 1934 – 31 marzo 2023) è stata una pesista e pittrice jugoslava, dal 1991 slovena.

## Biografia
Atleta della squadra nazionale iugoslava, si classificò al nono posto ai Giochi della XVI Olimpiade di Melbourne del 1956 e al decimo posto ai Giochi della XVII Olimpiade di Roma quattro anni dopo.
Terminata la carriera sportiva iniziò a dipingere. Fonte d'ispirazione dei suoi dipinti era l'Istria.

## Vita privata
Fu sposata con Emerik Bernard.

## Palmarès
| Anno | Manifestazione | Sede      | Evento         | Risultato | Misura  | Note |
| ---- | -------------- | --------- | -------------- | --------- | ------- | ---- |
| 1952 | Olimpiadi      | Helsinki  | Getto del peso | 9ª        | 14,49 m |      |
| 1956 | Olimpiadi      | Melbourne | Getto del peso | 12ª       | 14,19 m |      |